# Salzburger Exulanten

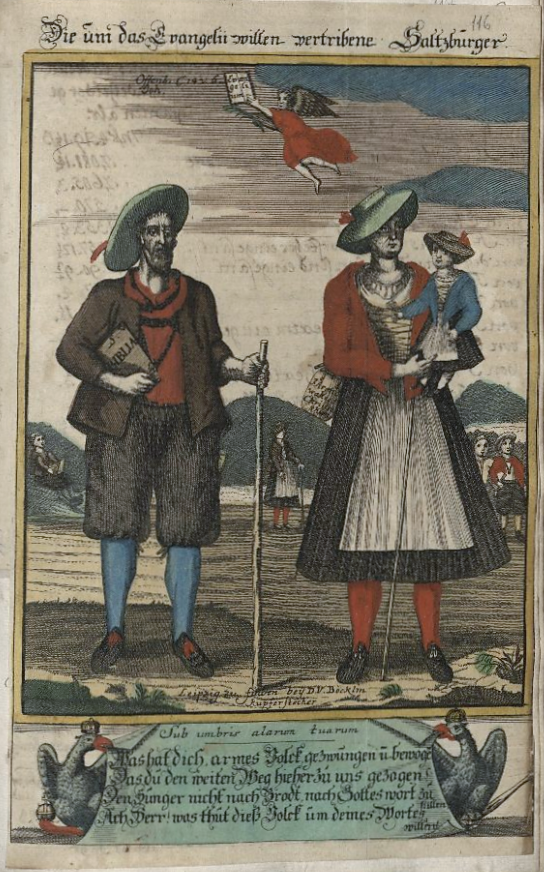
David Ulrich Boecklin: Die um des Evangeliums willen vertriebenen Salzburger (1732)

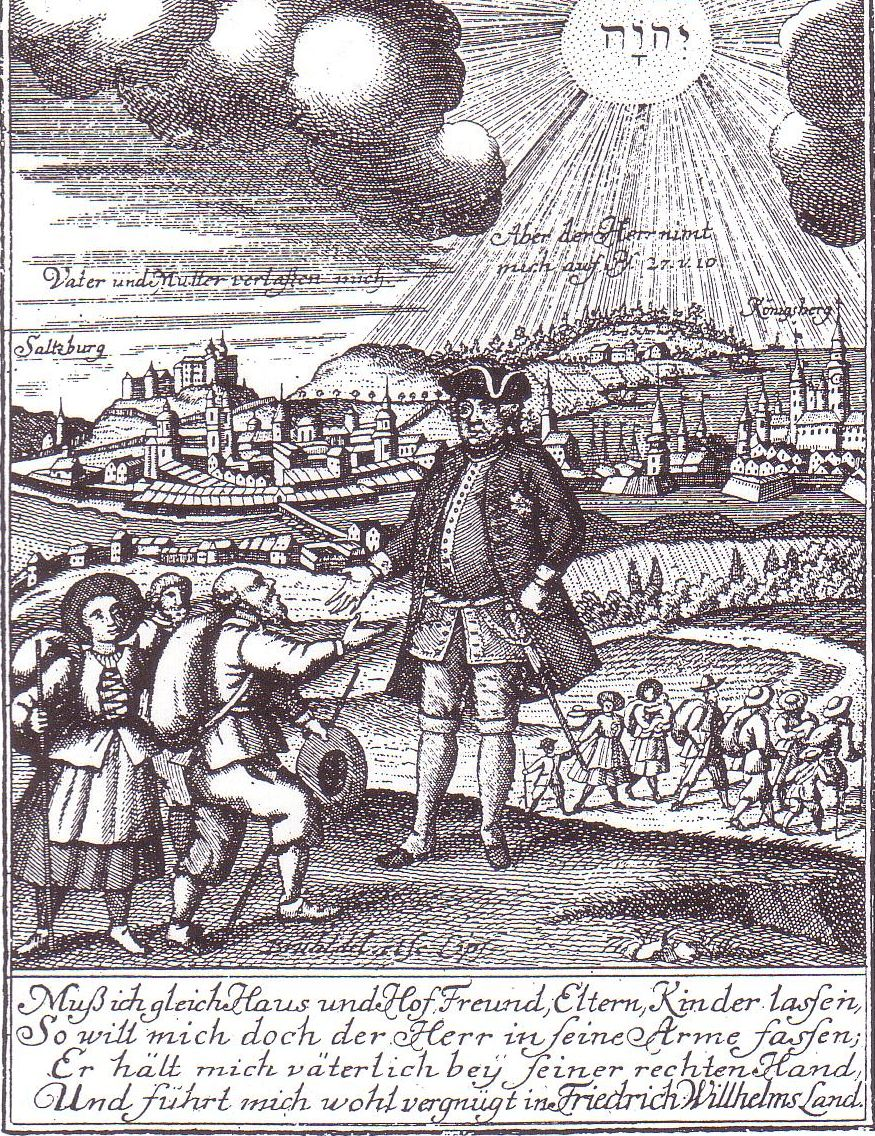
Symbolische Darstellung des Empfangs Salzburger Exulanten in Preußen durch König Friedrich Wilhelm I.

Die Salzburger Exulanten waren etwa 20.000 ihres Glaubens wegen vertriebene Protestanten aus dem Erzstift Salzburg, die aufgrund eines Ausweisungserlasses von 1731 ihre Heimat verlassen mussten. Der Großteil der Exulanten wurde von Preußen aufgenommen.

## Hintergrund
Schon in den 1520er Jahren hatte die Reformation im Erzstift Salzburg viele Anhänger gefunden. Erzbischof Matthäus Lang (1519–1540) verbot den Protestantismus und kriminalisierte dessen Anhänger. Die Erzbischöfe Michael von Kuenburg, Johann Jakob von Kuen-Belasy, Georg von Kuenburg, Wolf Dietrich von Raitenau und Markus Sittikus führten die Maßnahmen gegen die Protestanten im Rahmen der Gegenreformation und Rekatholisierung weiter. Wolf Dietrich verwies im Jahr 1588 Protestanten aus dem gesamten Erzbistum, hatte aber nur in der Stadt Salzburg durchschlagenden Erfolg. Dort lebten um 1600 nur noch wenige Geheimprotestanten. Unter den Bauern im Pongau und den Bergknappen in den Salz- und Erzbergwerken des Landes gab es weiter zahlreiche evangelische Christen, die ihren Glauben im Geheimen lebten.
Während des Dreißigjährigen Krieges gab es keine Verfolgungen, da sich das Erzbistum auf die Außenpolitik konzentrierte. Max Gandolf von Kuenburg verwies zwischen 1684 und 1690 eine Anzahl protestantische Bergknappen aus Dürrnberg und protestantische Bauern aus dem Defereggental des Landes.
Die Existenz von Geheimprotestanten war den Behörden bekannt. Immer neue Verordnungen wurden, etwa von Erzbischof Franz Anton von Harrach, gegen sie erlassen. Sein Nachfolger Leopold Anton von Firmian versuchte 1729, die allgemeine Frömmigkeit im Sinne des Katholizismus im Land zu fördern, und berief dazu, beraten von seinem Hofkanzler Hieronymus Cristani von Rall, jesuitische Missionare ins Land, die schnell auf die Geheimprotestanten aufmerksam wurden. Von diesen, die ja vorgaben, katholisch zu sein, wurden nun Loyalitätsbeweise gegenüber der katholischen Kirche gefordert, einige offen Bekennende unter Bruch der Bestimmungen des Westfälischen Friedens sofort ausgewiesen. Deshalb wandten sich die Protestanten mit einer Bittschrift an das Corpus Evangelicorum. Darin bekannten sie sich offen zum protestantischen Glauben. Mit Hilfe der vereinigten lutherischen und reformierten Reichsstände wollten sie im Land anerkannt werden und eigene protestantische Prediger erhalten oder zumindest ungehindert auswandern dürfen. Zu einer Anerkennung war die Salzburger Regierung nicht bereit. Sie beschloss, die Protestanten so schnell wie möglich des Landes zu verweisen, damit sie sich nicht weiter ausbreiten könnten. Dazu wurden 6000 kaiserliche Soldaten ins Land geholt. Die Salzburger Protestanten stimmten ihr Vorgehen auf mehreren Treffen ab. Dabei kam es am 5. August 1731 in Schwarzach zum Treueschwur der evangelischen Salzburger („Schwarzacher Salzlecken“).

## Aushandlung der Emigration
Das Emigrationspatent des Erzbischofs vom 31. Oktober 1731 widersprach dem Westfälischen Frieden. Eine Ausweisung Andersgläubiger war im Fall Salzburgs nicht prinzipiell illegal, aber ihre Ausgestaltung verletzte die Friedensbestimmungen eindeutig. Statt mindestens drei Jahren wurden Besitzlosen nur acht Tage Abzugsfrist gewährt, Besitzenden je nach Vermögen ein bis drei Monate. Das Corpus Evangelicorum trat deshalb zusammen und verlangte die Abänderung des Patentes gemäß dem Westfälischen Frieden. Zunächst begann die Ausweisung mithilfe der kaiserlichen Soldaten aber wie geplant.
Der diplomatische Druck auf Salzburg wegen dieses Vorgehens wuchs rasch an. Auch Kaiser Karl VI. sah Salzburgs Vorgehen als Rechtsbruch an. Deshalb gewährte die Salzburger Regierung einige Erleichterungen. Die Ausweisung der Besitzlosen wurde erst im März 1732 beendet, die Besitzenden durften bis Ende April 1732 bleiben. Alle Emigranten durften ihre Kinder mitnehmen und ihre Häuser auch nach Abzug noch verkaufen. Auch damit waren die Forderungen des Westfälischen Friedens aber nicht voll erfüllt. Auf kaiserlichen und preußischen Druck wurde das Emigrationspatent erst im September 1732 durch ein dem Frieden voll entsprechendes ersetzt. Zu diesem Zeitpunkt hatten die Protestanten das Land bereits vollständig verlassen.
Ab 1734 ließ Karl VI. bei der sogenannten Karolinischen Transmigration weitere 3960 Protestanten aus dem benachbarten Salzkammergut in das von der Pest entvölkerte Siebenbürgen vertreiben. Man wollte keine Untertanen mehr an Preußen verlieren und die deutschen Gemeinden Neppendorf, Großau und Großpold für eventuelle Türkeneinfälle stärken.
Erst 1740 wurden – auf mehrmaliges Betreiben des preußischen Königs Friedrich Wilhelm I. hin – die überlebenden Emigranten für den Verlust ihrer Höfe, die wegen der vielen zugleich auf dem Markt vorhandenen Güter weit unter Wert verkauft werden mussten, teilweise entschädigt. Die Umstände der Vertreibung erregten europaweit Unwillen. Besonders im protestantischen Deutschland gab es eine Flut an Publikationen zum Thema.

## Durchführung der Emigration

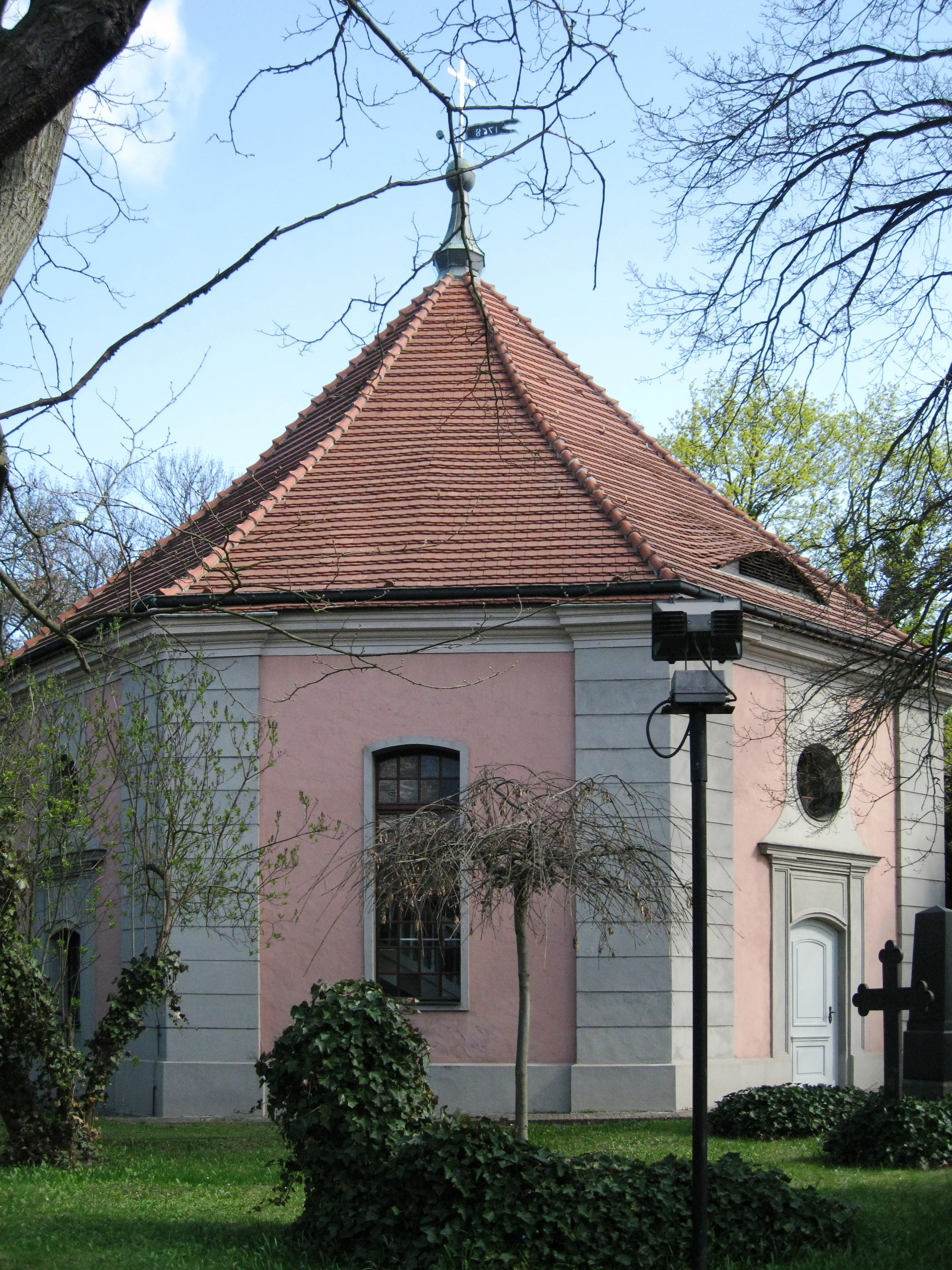
Dorfkirche von Zehlendorf von 1768

Im Spätherbst und Winter 1731/32 wurden zuerst 4000 bis 5000 Mägde und Knechte des Landes verwiesen. Die ersten wurden ohne Vorwarnung gefangen genommen und außer Landes gebracht. Ihre Verteilung in den protestantischen Gegenden Süddeutschlands bereitete erhebliche Probleme.

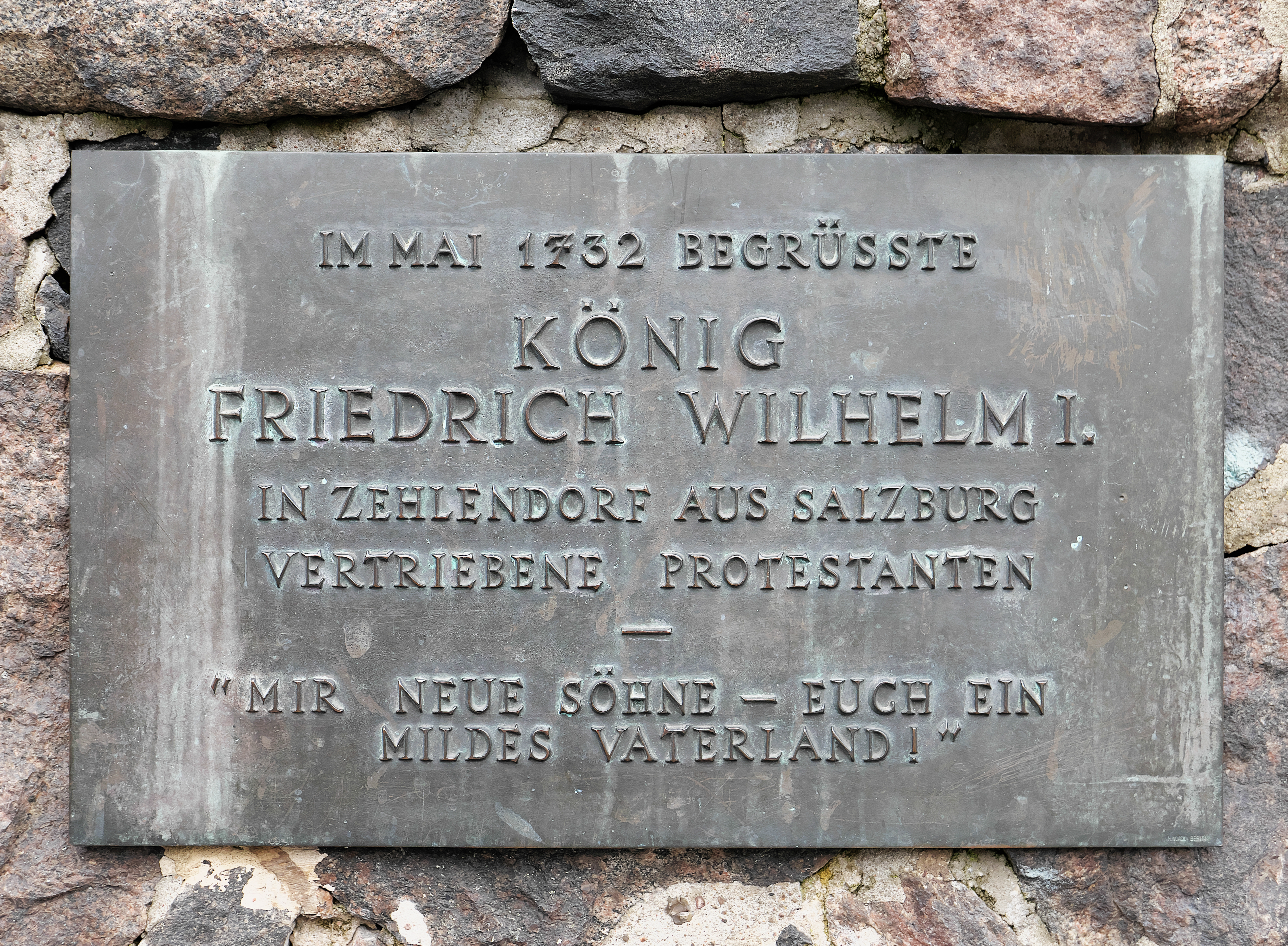
Gedenktafel an der Mauer vor der Dorfkirche in Zehlendorf

Laut Überlieferung begrüßte Friedrich Wilhelm I., König in Preußen, im Mai 1732 vor der alten Zehlendorfer Dorfkirche die ersten Ankömmlinge mit den Worten:
Mir neue Söhne – euch ein mildes Vaterland!
Zwischen Mai und August 1732 verließen dann vor allem Handwerker- und Bauernfamilien in 16 geordneten Zügen das Land. Sie zogen geschlossen nach Preußen, als dessen Untertanen sie bereits galten, weshalb ihre Reise viel einfacher verlief. 1733 wurden Dürrnberger Protestanten auch per Schiff nach Regensburg gebracht. Fast ein Viertel der Ausgewiesenen überlebte die mühsamen Märsche im Zuge der Vertreibung dennoch nicht.

## Ansiedlung in Preußen

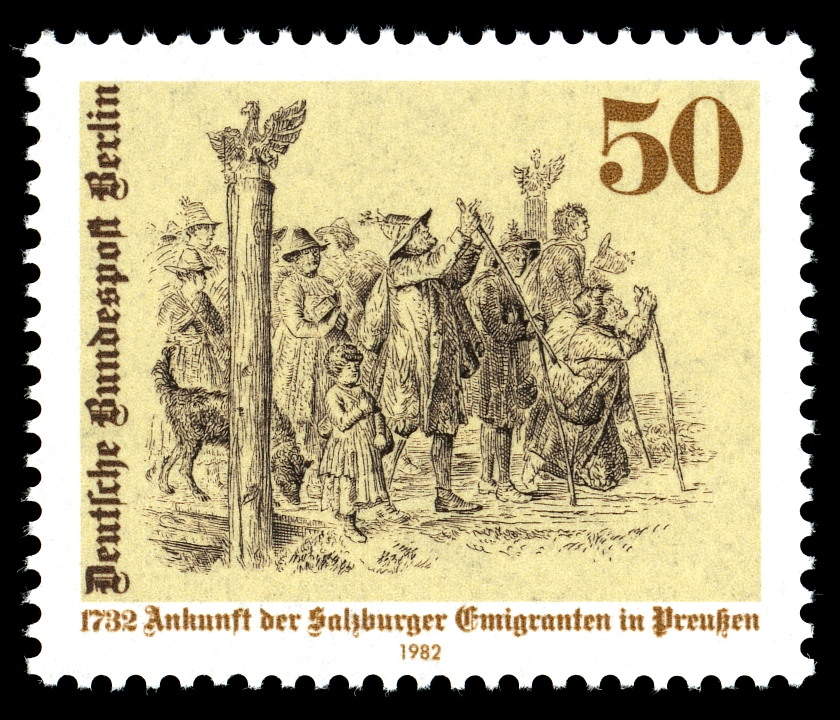
West-Berliner Briefmarke 1982: „1732 Ankunft der Salzburger Emigranten in Preußen“

Friedrich Wilhelm I. hatte am 2. Februar 1732 das Preußische Einladungspatent für die Salzburger erlassen. Sie sollten sich in Ostpreußen ansiedeln, um es zu „re-peuplieren“, da es durch die sogenannte Große Pest 1708–1714 entvölkert worden war. Von Stettin traf am 28. Mai 1732 das erste von 66 Schiffen in Königsberg ein. Der erste von elf Landtransporten kam am 6. August 1732, der letzte am 8. November 1733 nach Königsberg. Von den 17.000 Immigranten blieben 377 in der Stadt. Seit 1911 gab es in Königsberg den aktiven Salzburger Verein (Ostpreußen), der in den 1920er Jahren eine Forschungsstelle einrichtete, die zunächst im Prussia-Museum und später dann im Hintertragheim angesiedelt war.
Die meisten Salzburger siedelten im Raum Gumbinnen. Mittellose Bauern erhielten hier eine Hufe. Handwerker konnten ihrem Gewerbe in den Städten nachgehen. In Gumbinnen wurde die Salzburger Kirche für die Einwanderer errichtet. Die Salzburger spielten aber beim Rétablissement Ostpreußens – anders als oft verbreitet – nur eine untergeordnete Rolle. Die meisten Bauernstellen waren bereits in den 1720er Jahren mit anderen deutschen Immigranten besetzt worden, weshalb die Salzburger auch nicht geschlossen angesiedelt werden konnten. Johann Friedrich Breuer, der lutherische Pfarrer der Salzburger Kolonie, war von 1736 bis 1769 in Stallupönen tätig.

„Es ist ein prächtiges deutsches Volk, die Preußen, besonders die Ostpreußen, und was dort von Salzburgern stammt; sie haben Feuer und Nachhaltigkeit.“

### Ostpreußische Familiennamen Salzburger Ursprungs (Auswahl)
Aberger, Bleihöfer, Brandstädter, Brindlinger, Degner, Eitschberger, Feuchtenpeuntner, Forstreuter (Forstreiter), Grundner, Haasler, Höfert, Hohenegger, Höll, Holle, Höllensteiner, Höllgruber (Hillgruber), Hölzel, Hölzler, Holzinger, Holzlehner, Holzmann, Hopfgärtner, Hörl, Hoyer, Habersatter, Huber, Hundrieser, Hundsalz, Hundsdörfer, Kirschbacher (Kirchbacher), Klingler, Laupichler, Leidreiter, Lottermoser, Lürzer, Meyhöfer, Milthaler, Moderegger, Niederländer (Niderlehner, Niederlechner), Oberpichler, Pfundtner, Promegger, Queckenberger, Rammoser, Rappolt, Rohrmoser, Schaitreiter, Scharffetter, Schattauer, Schindelmeiser, Schlegelberger, Schweighofer, Schweinberger, Sinnecker, Sinnhuber, Steinbacher, Stuhlemer, Turner und viele andere.

### Ostpreußische Nachkommen von Salzburger Exulanten
Franz Brandstäter (1815–1883), Philologe
Wilhelm Brindlinger (1890–1967), Jurist, Politiker und Schriftsteller
Carl Cappeller (1842–1925), Sanskritist
Arthur Degner (1888–1972), Maler
Adalbert Forstreuter (1886–1945), Schuldirektor und Autor
Hans Forstreuter (1890–1978), Gymnasiallehrer, Autor und Sportpädagoge
Hedwig Forstreuter (1890–1967), Journalistin und Schriftstellerin
Kurt Forstreuter (1897–1979), Archivar und Historiker
Walter Forstreuter (1889–1960), Vorstandsvorsitzender des Gerling-Konzerns (1935–1948)
Fritz Haasler (1863–1948), deutscher Chirurg und Hochschullehrer
Horst Haasler (1905–1969), Jurist und Politiker
Ruprecht Haasler (1936–2017), Generalmajor a. D. der deutschen Bundeswehr
Walter Haasler (1885–1976), deutscher Autor, Bauingenieur und Hochschullehrer
Erich Haslinger (1882–1956), Jurist und Unternehmer
Bruno Loerzer (1891–1960), Generaloberst
Agnes Miegel (1879–1964), Dichterin
Hans Pfundtner (1881–1945), Verwaltungsjurist
Günter Rohrmoser (1927–2008), Sozialphilosoph
Franz Schlegelberger (1876–1970), Jurist
Hartwig Schlegelberger (1913–1997), Politiker
Moritz Schneller (1834–1896), Augenarzt
Franz Sinnhuber (1869–1928), Arzt
George Turner (* 1935), Jurist und Wissenschaftspolitiker

## Niederlande
Nach Zusage günstiger Bedingungen seitens des niederländischen Gesandten machten sich ca. 780 Personen, vor allem lutherische Bergknappen des Bergwerks Dürrnberg bei Hallein und ihre Angehörigen, am 30. November 1732 auf die Reise in die Niederlande. Nach einer beschwerlichen Fahrt (Eis, Stürme) kamen sie am 9. März 1733 auf der Insel Cadzand an. Da sie entgegen den Zusagen über die ganze Insel verteilt wurden und mehr als einhundert der Emigranten an einer Fieberepidemie starben, entschlossen sich nur 42 Familien mit insgesamt 216 Personen, im Land zu bleiben, nachdem von den Behörden Verbesserungen in die Wege geleitet worden waren. 1742/43 errichteten sie in Groede die Lutherse Kerk. In den 1970er Jahren gab eine Gruppe geschichtsinteressierter Nachkommen der Salzburger Exulanten regelmäßige Publikationen zu ihrer Geschichte heraus, die sich heute im Reichsarchiv der Provinz Zeeland befinden.
Viele derer, die bald nach Erreichen der Niederlande diese wieder verließen, ließen sich in der Umgebung von Nürnberg nieder und trugen, auch aufgrund ihrer Fertigkeiten als Bildschnitzer, zum Aufschwung der Nürnberger Spielwarenmanufakturen und der sich daraus entwickelnden Industrie bei.

## Amerika
Unter der Leitung der Prediger Johann Martin Boltzius und Israel Christian Gronau fanden wenige hundert Emigranten Zuflucht in Nordamerika. Gut dreißig Kilometer nordwestlich der Stadt Savannah (Georgia) gründeten sie die Siedlung Ebenezer. Durch das ungesunde Klima starben in der Anfangszeit vor allem viele Kinder der Salzburger.

## Folgen
Noch bis 1772 wurden „überführte“ Protestanten des Landes verwiesen. Goethes 1797 entstandenes Epos Hermann und Dorothea geht auf eine Episode zurück, die in der zeitgenössischen Literatur zur Salzburger Emigration berichtet wurde. Für das Erzstift Salzburg hatte der große Bevölkerungsverlust durch die Vertreibung, anders als lange vermutet, keine katastrophalen wirtschaftlichen Folgen. Erzbischof Andreas Rohracher bat 1966 alle evangelischen Christen um Vergebung für die damalige Vertreibung der Protestanten.
Die letzten Protestanten der Erzdiözese Salzburg wurden (unter Missachtung des Toleranzpatents von Joseph II.) 1837 aus dem Zillertal des Landes verwiesen und im Riesengebirge (Schlesien) in Zillerthal-Erdmannsdorf neu angesiedelt. Maßgeblich treibende Kräfte für die Ausweisung der Zillertaler Inklinanten waren dabei der Salzburger Erzbischof Fürst Schwarzenberg und Kaiser Ferdinand „der Gütige“.

## Gedenktag
6. August im Evangelischen Namenkalender.